# Georgette Chen
Georgette Liyy Chendana Chen (Chinês simplificado: 张荔英; chinês tradicional: 張荔英; Pinyin: Zhāng lìyīng), nascida Chang Li Ying, em 23 de outubro de 1906 e falecida em 15 de março de 1993 em Singapura, mais conhecida como Georgette Chen, foi uma pintora de Singapura e uma das pioneiras da arte moderna no país, bem como do estilo de arte Nanyang na região.